# بخش لیل
بخش لیل (به فرانسوی: Arrondissement de Lille) یک بخش در فرانسه است که در نر واقع شده‌است.